# 1989-es Szigetjátékok
Az 1989-es Szigetjátékokat (a harmadikat az 1985 óta kétévente megrendezett sportesemény történetében) Feröeren rendezte az International Island Games Association (IGA).
Itt debütált a nagypályás labdarúgás, mivel 1985-ben csak kispályán játszottak ötfős csapatok, 1987-ben pedig nem szerepelt labdarúgás a sportágak között. A házigazdák mellett Åland, Anglesey (Ynys Môn), Grönland és Shetland csapata indult. A nyitómérkőzésen Feröer 6:0-s győzelmet aratott Ynys Môn ellen.

## Sportágak

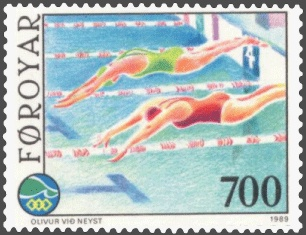
úszás

- asztalitenisz
- atlétika
- cselgáncs
- íjászat
- kerékpározás
- labdarúgás
- lövészet
- röplabda
- tollaslabda
- torna
- úszás

## Éremtáblázat
A rendező sziget (Feröer) eltérő háttérszínnel kiemelve.
| A III. Szigetjátékok éremtáblázata | A III. Szigetjátékok éremtáblázata | A III. Szigetjátékok éremtáblázata | A III. Szigetjátékok éremtáblázata | A III. Szigetjátékok éremtáblázata | Olimpia  |
| ---------------------------------- | ---------------------------------- | ---------------------------------- | ---------------------------------- | ---------------------------------- | -------- |
|                                    | Ország                             | Arany                              | Ezüst                              | Bronz                              | Összesen |
| 1.                                 | Man-sziget                         | 34                                 | 28                                 | 23                                 | 85       |
| 2.                                 | Izland                             | 14                                 | 12                                 | 8                                  | 34       |
| 3.                                 | Feröer                             | 13                                 | 5                                  | 10                                 | 28       |
| 4.                                 | Gotland                            | 11                                 | 9                                  | 6                                  | 26       |
| 5.                                 | Guernsey Bailiffség                | 9                                  | 12                                 | 16                                 | 37       |
| 6.                                 | Wight-sziget                       | 8                                  | 8                                  | 6                                  | 22       |
| 7.                                 | Åland                              | 5                                  | 11                                 | 9                                  | 25       |
| 8.                                 | Jersey Bailiffség                  | 5                                  | 8                                  | 7                                  | 20       |
| 9.                                 | Orkney                             | 4                                  | 3                                  | 4                                  | 11       |
| 10.                                | Gibraltár                          | 1                                  | 1                                  | 6                                  | 8        |
| 11.                                | Shetland-szigetek                  | 0                                  | 3                                  | 1                                  | 4        |
| 12.                                | Anglesey (Ynys Môn)                | 0                                  | 3                                  | 0                                  | 3        |
| 13.                                | Grönland                           | 0                                  | 2                                  | 3                                  | 5        |
| 14.                                | Frøya                              | 0                                  | 0                                  | 0                                  | 0        |
|                                    | Hitra                              | 0                                  | 0                                  | 0                                  | 0        |
|                                    |                                    |                                    |                                    |                                    |          |
| Összesen                           | Összesen                           | 104                                | 105                                | 99                                 | 308      |